# Апрань
Апрань (устар. Опрань) — река в России, протекает по Тульской области. Правый приток реки Беспуты. Площадь водосборного бассейна — 183 км².
Река Апрань берёт начало у деревни Оленьково. Течёт на северо-запад. На реке расположены деревни Притыкино и Горки. Устье Апрани реки находится в 28 км по правому берегу реки Беспуты. Длина реки составляет 25 км.

## Данные водного реестра
По данным государственного водного реестра России относится к Окскому бассейновому округу, водохозяйственный участок реки — Ока от города Серпухов до города Кашира, речной подбассейн реки — бассейны притоков Оки до впадения Мокши. Речной бассейн реки — Ока.
Код объекта в государственном водном реестре — 09010100912110000022612.

### Притоки (км от устья)
- 2,8 км: река Пранка (пр)
- река Хотешка (пр)[3]